# Westelijke Polders
Westelijke Polders è un comune (ressort) del Suriname di 9.046 abitanti tra il fiume Nickerie e l'Oceano Atlantico.
Si trova su un terreno asciugato dal mare (polder) a ovest del fiume Nickerie, da cui il nome Oostelijke Polders (Polder orientale) presso il confine con la Guyana sul fiume Courantyne.